# Corts d'Aragó
|  | Per a altres significats, vegeu «Corts del Regne d'Aragó». |

Les Corts d'Aragó exerceixen la funció legislativa de la comunitat autònoma d'Aragó, segons s'estableix en l'article 12 de l'Estatut d'Autonomia d'Aragó.

## Funcions
Entre les seves funcions legislatives està aprovar els pressupostos, impulsen i controlen l'acció de la Diputació General d'Aragó i exerceixen les altres competències que els confereixen la Constitució, l'Estatut i les altres normes de l'ordenament jurídic. A més, designen als senadors que han de representar a la Comunitat autònoma en el Senat d'Espanya; exerceixen la iniciativa legislativa perquè les Corts Generals aprovin una Llei; poden exercitar la iniciativa de reforma de la Constitució Espanyola; ratifiquen els convenis i acords de cooperació en els quals la Comunitat Autònoma d'Aragó sigui part; interposen recursos d'inconstitucionalitat; trien el Justícia d'Aragó, a l'auditor general d'Aragó i trien o proposen el nomenament de càrrecs en altres organismes: consellers en el Consell Assessor de Radiotelevisió Espanyola a Aragó, vocals en la Junta Electoral d'Aragó o consellers a les caixes d'estalvis.

## Seu
Les modernes Corts d'Aragó es van reunir per primera vegada a Calataiud, i en l'Ajuntament de Saragossa va cedir en 1985 el Palau de l'Aljaferia com a nova seu.

## Les Corts medievals
Les Corts d'Aragó foren una institució del Regne d'Aragó que representà el poble en la vida política durant l'edat mitjana. Es desconeix l'origen de les Corts aragoneses, tot i que la historiografia clàssica, des Zurita els ha donat aquesta consideració a reunions parcials i esporàdiques celebrades amb anterioritat al segle xiii, especialment quan d'elles van succeir esdeveniments importants com les Corts de Borja de 1134 a fi de decidir sobre la successió d'Alfons el Bataller, les d'Osca de 1162, en les que es va informar de les disposicions Ramon Berenguer IV i les de Daroca el 1196 per rebre Pere el Gran per retre el jurament dels Furs i privilegis del regne.
Al segle xiii, durant regnat de Jaume el Conqueridor, com el final de la reconquesta va bolcar els esforços dels aragonesos en problemes interns, es van establir les bases de les assemblees dels segles posteriors.
El 1592 Felip II de Castella va convocar les Corts d'Aragó a Tarassona. Cap institució aragonesa no fou suprimida però foren remodelades a fons. A partir d'aquell moment el rei tingué el dret de nomenar virreis d'Aragó, encara que aquests no fossin aragonesos. La Generalitat d'Aragó va perdre part del control sobre els ingressos aragonesos i la vigilància del territori, i també li fou llevat el poder de convocar els representants de les ciutats. Encara més a partir d'aleshores la Corona va poder destituir al Justícia d'Aragó i la cort de justícia es va posar sota el control del monarca. Finalment, es van modificar encara d'altres aspectes del sistema legal aragonès, que va perdre així bona part de la seva independència i tradició constitucionalista. Van existir fins a 1707, quan Felip V les va suprimir amb els Decrets de Nova Planta, eliminant la independència de la corona d'Aragó i convertint les Corts de Castella a les Corts Generals integrant a les desaparegudes en una unificada basada en el model castellà.

## Eleccions autonòmiques
La Llei 2/1997, de 16 de febrer, Electoral de la Comunitat Autònoma d'Aragó establia en l'article 13 com es fixa el nombre de diputats per província.

## Repartiment de Diputats a les Corts d'Aragó (1983-2023)
| Eleccions autonòmiques |      |      |      |      |      |      |      |      |      |      |      |
| Partit                 | 1983 | 1987 | 1991 | 1995 | 1999 | 2003 | 2007 | 2011 | 2015 | 2019 | 2023 |
| PSOE-Aragó             | 33   | 27   | 30   | 19   | 23   | 27   | 30   | 22   | 18   | 24   | 23   |
| PP d'Aragó             | 18   | 13   | 17   | 27   | 28   | 22   | 23   | 30   | 21   | 16   | 28   |
| C's                    | -    | -    | -    | -    | -    | -    | -    | -    | 5    | 12   | -    |
| Podem                  | -    | -    | -    | -    | -    | -    | -    | -    | 14   | 5    | 1    |
| CHA                    | -    | -    | -    | 2    | 5    | 9    | 4    | 4    | 2    | 3    | 3    |
| PAR                    | 13   | 19   | 17   | 14   | 10   | 8    | 9    | 7    | 6    | 3    | 1    |
| Vox                    | -    | -    | -    | -    | -    | -    | -    | -    | -    | 3    | 7    |
| IUA                    | 1    | 2    | 3    | 5    | 1    | 1    | 1    | 4    | 1    | 1    | 1    |
| UCD-CDS                | 1    | 6    | -    | -    | -    | -    | -    | -    | -    | -    | -    |
| Aragón Existe          | -    | -    | -    | -    | -    | -    | -    | -    | -    | -    | 3    |
| Total                  | 67   | 67   | 67   | 67   | 67   | 67   | 67   | 67   | 67   | 67   | 67   |